# لرد نایب‌السلطنه

بیرقی که لردهای نایب السلطنه در انگلستان، ویلز و ایرلند شمالی برمی افرازند

بیرقی که لردهای نایب السلطنه در اسکاتلند برمی افرازند

لرد نایب‌السلطنه نمایندهٔ شخصی شاه در هر شهرستان بریتانیا است. به طور تاریخی لرد نایب‌السلطنه مسئول سازماندهی امور نظامی شهرستان بوده، ولی امروزه تا حد زیادی مقامی تشریفاتی است، معمولاً به یکی از نظامیان، اشراف یا تجار بازنشستهٔ سرشناس در شهرستان اعطا می‌شود.
امروزه وظیفهٔ اصلی آنان به پا داشتن بزرگی تاج، و ترویج روحیهٔ همکاری و جو خوب است.
وظیفهٔ کنونی آن شامل ترتیب دادن بازدید اعضای خانواده سلطنتی بریتانیا و همراهی آنان، تقدیم مدال‌ها و جوایز به نیابت از پادشاه، مشاوره در خصوص نامزد کردن برای عناوین افتخاری و شرکت در فعالیت‌های مدنی اجتماعی در منطقهٔ خود است.